# نيل ميدغلي
نيل ميدغلي (بالإنجليزية: Neil Midgley)‏ هو لاعب كرة قدم بريطاني في مركز الهجوم، ولد في 21 أكتوبر 1978 في كامبريدج في المملكة المتحدة. لعب مع إيبسويتش تاون وكانفي آيلاند وكيدرمينستر هاريرز ونادي بارنت ونادي كامبريدج ستي ونادي كيترينغ تاون ونادي لوتون تاون.

## وصلات خارجية
- نيل ميدغلي على موقع قاعدة بيانات كرة القدم.إي يو (الإنجليزية)
- نيل ميدغلي على موقع Soccerbase.com (لاعب) (الإنجليزية)